# Arnold Spoel
Arnold Spoel (Dordrecht, 26 december 1859 - Den Haag, 11 december 1934) was een Nederlandse musicus, actief als operazanger (bariton), zangleraar, componist en dirigent.

## Levensloop
Hij was zoon van onderwijzer Arnoldus Spoel en Margaretha van de Weg. Hijzelf was getrouwd met zangeres Martha Pfeiffer (Caroline Florentine Martha /Alma/Alina Pfeiffer geboren in Berlijn, overleden 61-jaar in 1920) en vanaf 1922 met Sofie Maria Fritsch. Arnold Spoel overleed in het Bronovo Ziekenhuis. Spoel werd gecremeerd op Westerveld.
Hij was eigenlijk voorbestemd om in de voetsporen van zijn vader te stappen, haalde zijn onderwijzersdiploma en was een half jaar daadwerkelijk onderwijzer. Echter vanaf zijn veertiende genoot hij al muziekonderwijs richting zangkunst. Zanglessen volgde hij bij Henri Geul (Spoel zat in een klasje met Cornélie van Zanten) en Wilhelmina Gips te Dordrecht en Emil Fischer te Rotterdam. In die Dordtse periode zong hij al op het podium onder leiding van Willem Kes. Daarna volgden leraren Carl Schneider te Keulen en daarna bij Gustav Engel en Joseph Joachim in Berlijn (Königlichge Hochschule). In Berlijn leerde hij Martha Pfeiffer kennen. Hij werkte enige tijd in Duitsland als operazanger en dirigent. Omstreeks 1880 maakte hij deel uit van het a-capellakoor van Daniël de Lange. In die jaren maakte hij samen met zangeres Martha Pfeiffer concertreizen, begeleid door pianist Leo Michelsen.
In 1884 verbond hij zich als operazanger aan het operahuis te Berlijn, even later was hij kapelmeester en bariton bij het stadstheater in Wezel. Vanaf 1885 was hij zangleraar aan de Koninklijke Muziekschool in Den Haag. Tot zijn leerlingen behoorden vooraanstaande zangeressen als Maartje Offers en Anna Kappel. In 1910 vierde hij zijn 25-jarig docentschap aldaar In Den Haag was hij koordirigent van Melosophia (gemengd koor) en Euphonia (dameskoor). Hij had een eigen koor met de naam Spoel's Vocaal Ensemble. AL die jaren bleef hij solozanger tijdens concerten en liederenavonden, zowel in binnen- als buitenland tot in Nederlands-Indië aan toe (concertreis 1912). De zogenaamde Spoelavonden waren destijds in trek. Spoel was dirigent bij het huwelijk van koningin Wilhelmina der Nederlanden en Hendrik van Mecklenburg-Schwerin.
Compositielessen van Willem Nicolaï, Gottfried Mann in combinatie met vioolles van Jan George Mulder leidden tot een fors aantal liederen voor koor– en solozang. Zijn liederen 'Een jongen hoort op het water thuis!' (op een tekst van George Haak) en 'Wij willen Holland houen ons Holland fier maar klein' (tekst van H.W. van der Meij) werden opgenomen in de populaire liedbundel Kun je nog zingen, zing dan mee.

## Composities
De werken, meest liederen, zijn verschenen bij onder andere de muziekuitgeverijen G.H. van Eck (Den Haag) en Breitkopf & Härtel (Leipzig). Eventuele naar het Duits vertaalde teksten waren afkomstig van Martha Pfeiffer.
Wanneer niet anders vermeld is voor zangstem met pianobegeleiding.
- opus 1 - 't Looze molenarinnetje (Die lose Müllerin)
- opus 2 - Vögleins Frage
- opus 4 - Twee liederen voor sopraan met klavier
a. Verbreidend
b. Van den bootsman
- opus 5 - Van eene Koningsvrouwe (Nederlands en Engels)
- opus 6 - Mondscheindnacht
- opus 7 - Minnelied
- opus 8 - Tägliche Singübungen
- opus 9 - Zugvögel
- opus 10 - Kom dat ik U kusse (bekroond door de Nederlandse Toonkunstenaars Vereniging)
- opus 11 - Alles träumt von Hoffnung (Mittelstimme mit Cello und Klavier)
- opus 12 - Slaepliedeke
- opus 13 - Nu hebb ic U al gegeven
- opus 14 - Ons scheid allein die doot
- opus 15 - Coen begheeren
- opus 16 - Als het Zonneke slapen gaat
- opus 17 - In Oud-Hollandt
- opus 18 - Vereenigd Afrika (auch mit deutschem Text)
- opus 19 - Op 't Kerkhof (Auf dem Kirchhof)
- opus 20 - Noël - Choeur à 4 voix sans, ou avec acc. d'orgue (piano)
- opus 21 - Avont
- opus 22 - Chanson avec piano (Fransch en Engelsch)
- opus 23 - In Seelenpein (22-9-1897)
- opus 24 - Geluk (Glück - Deutsche Ausgabe) (28-9-1898)
- opus 25 - Agnus Dei
- opus 26 - Eene Koningin van 18 jaar
- opus 27 - Hier unter diesem Tannenbaum (4-10-1899)
- opus 28 - Zwei Lieder von Louise Eickhoff-Ten Kate
a. Waldesruh'
b. Auf die Berge möcht' ich steigen
- opus 29 - Drei Schüsse (Boerenballade) - Ballade für Baryton mit Klavier (3-9-1901)
- opus 30 - Gebet (mit Klavier oder Orgel) (september 1902)
- opus 31 - Frisch gesungen (23-7-1904)
- opus 32 - Seligkeit
- opus 33 - Drei Lieder
a. Die Glocke läutet - tiefe Stimme (29-11-1906)
b. Grabschrift - tiefe Stimme (14-9-1906)
c. Die Glocke läutet - mittlere Stimme (29-11-1906)
- opus 34 - Afscheid van Sannie
- opus 35 - Nu laat ons allen Gode loven - Gemengd koor à cappella
- opus 36 - Frühling
- opus 37 - Misterieuse geschiedenis
- opus 38 - Hab' Sonne (4-1-1908)

## Eerbetonen
Spoel was als koor- en volkszangleider zo geliefd, dat er op de dag van zijn crematie, 15 december 1934, een défilé voor hem werd georganiseerd vanuit het Haagse Gebouw voor Kunsten en Wetenschappen. Het dorpsplein van Loosduinen in Den Haag draagt sindsdien de naam Arnold Spoelplein; in dezelfde buurt kwam in 1960 de Arnold Spoelstraat. Spoel was ridder in de Orde van Oranje-Nassau en in het bezit van de Orde van de Dannebrog, Orde van de Rode Adelaar (vierde klasse) en eremedaille voor kunsten en wetenschappen, officier in de Huisorde van Oranje. Ook ontving hij buitenlandse onderscheidingen (Officier de l’instruction publique).

## Volgende generatie
Twee dochters uit het eerste huwelijk werden ook zangeres.
Dochter Greta (Margarete Jeane Frieda, 1890-1970) werd bij haar geboorte aangegeven met als getuigen Willem Nicolaï en Antonie Jacobus Ackerman, zij was tussen 1911 en 1932 (Kammersängerin) in Hannover. Martha Spoel (Martha Frederike Anna,1892-) verbleef daar ook enige tijd als zangeres, werd in Nederland kinderleidster aan boord van een scheepvaartmaatschappij en vertrok naar Amerika, waar ze enige tijd sopraan en zanglerares was aan het Panama’s Nationaal Conservatorium te Panama-Stad; ze leidde er deels Marianne Blok op.
- Digitale Bibliotheek voor de Nederlandse Letteren: spoe016
- Gemeinsame Normdatei: 117484849
- International Standard Name Identifier: 0000 0000 5269 0497
- Library of Congress Control Number: nr99029069
- Nederlandse Thesaurus van Auteursnamen: 070013977
- Virtual International Authority File: 24522981
- WorldCat: E39PBJymBmGjbqGG3tbCR9Tfv3